# 輻射層

太陽結構的說明圖解。

輻射層是恆星內部經由輻射而不是對流的手段向外傳遞能量的區域，能量以電磁輻射，像是光子的形式穿越輻射層。在太陽內部，輻射層位於太陽核心和對流層之間，從0.2至0.71太陽半徑的區間。
物質在輻射層有很高的密度，光子只能自由旅行很短的距離，就會被吸收或散射成另一個粒子，在這個過程中並且會逐漸轉移成較長的波長。由於這個原因，從太陽核心區域離開的γ射線平均要171,000年才能穿越輻射區。在這個範圍內，電漿的溫度從核心的1,500萬K下降，抵達對流層底部時大約是150萬K。
在輻射層內，溫度梯度 ─溫度（T）變化是半徑（r）的函數─　由下式給出： 
{\displaystyle {\frac {{\text{d}}T(r)}{{\text{d}}r}}\ =\ -{\frac {3\kappa (r)\rho (r)L(r)}{(4\pi r^{2})(16\sigma )T^{3}(r)}}}
此處，κ（r）是不透明度，ρ（r）是物質密度，L（r）是亮度，和σ是斯特藩-玻爾兹曼常數。因此，不透明度（κ）和輻射通量（L）再在恆星給定的區域內決定輻射是如何有效的擴散和運送能量的因素。高不透明度或高亮度會造成高的溫度梯度，這是能量流動緩慢的結果。在傳輸能量上，對流層會比輻射層更有效率的擴散能量，從而創造出一個更低的溫度梯度，並成為對流層。
對主序星 ─以氫核心的核融合產生能量的恆星，輻射層的位置取決於恆星的質量。質量低於0.3太陽質量的主序星，整個都是對流層，意思是它們並沒有輻射層。從0.3至1.2太陽質量，圍繞著核心區域的是輻射層，上面覆蓋著差旋層，將它與對流層分隔開來。輻射層的半徑是質量的函數，半徑只會隨著質量增加而增加，大約1.2太陽質量的恆星，整顆幾乎都是輻射層。超過1.2太陽質量的恆星，核心區域會成為對流層，在上面覆蓋著輻射層，在對流層的質量會隨著恆星的總質量的增加而增加。

## 註解和參考資料
1. 1 2  Ryan, Sean G.; Norton, Andrew J. . Cambridge University Press. 2010-01-07: 19  [2022-04-12]. ISBN 978-0-521-19609-3. （原始内容存档于2022-04-12） （英语）.
2. ↑  Elkins-Tanton, Linda T. . Infobase Publishing. 2006: 24  [2022-04-12]. ISBN 978-1-4381-0728-8. （原始内容存档于2022-04-14） （英语）.
3. ↑  LeBlanc, Francis. . John Wiley & Sons. 2011-08-24: 168  [2022-04-12]. ISBN 978-1-119-96497-1. （原始内容存档于2022-04-12） （英语）.
4. ↑  Padmanabhan, T. . Cambridge University Press. 2000: 80  [2022-04-12]. ISBN 978-0-521-56631-5. （原始内容存档于2022-04-16） （英语）.

## 外部連結
- SOHO ... Solar and Heliospheric Observatory （页面存档备份，存于） — official site of this NASA and ESA joint project.
- Animated explanation of the Radiation zone  （页面存档备份，存于） (University of South Wales).
- Animated explanation of the temperature and density of the Radiation zone （页面存档备份，存于） (University of South Wales).